# Protopopinți, Vidin
Protopopinți (în bulgară Протопопинци) este un sat în comuna Ciuprene, regiunea Vidin,  Bulgaria. 

## Demografie
Componența etnică a satului Protopopinți
     Bulgari (100%)
     Nicio identificare (0%)
     Altele (0%)
La recensământul din 2011, populația satului Protopopinți era de 46 locuitori. Din punct de vedere etnic, toți locuitorii erau bulgari.